# Dreieinigkeitskirche (Chemnitz)

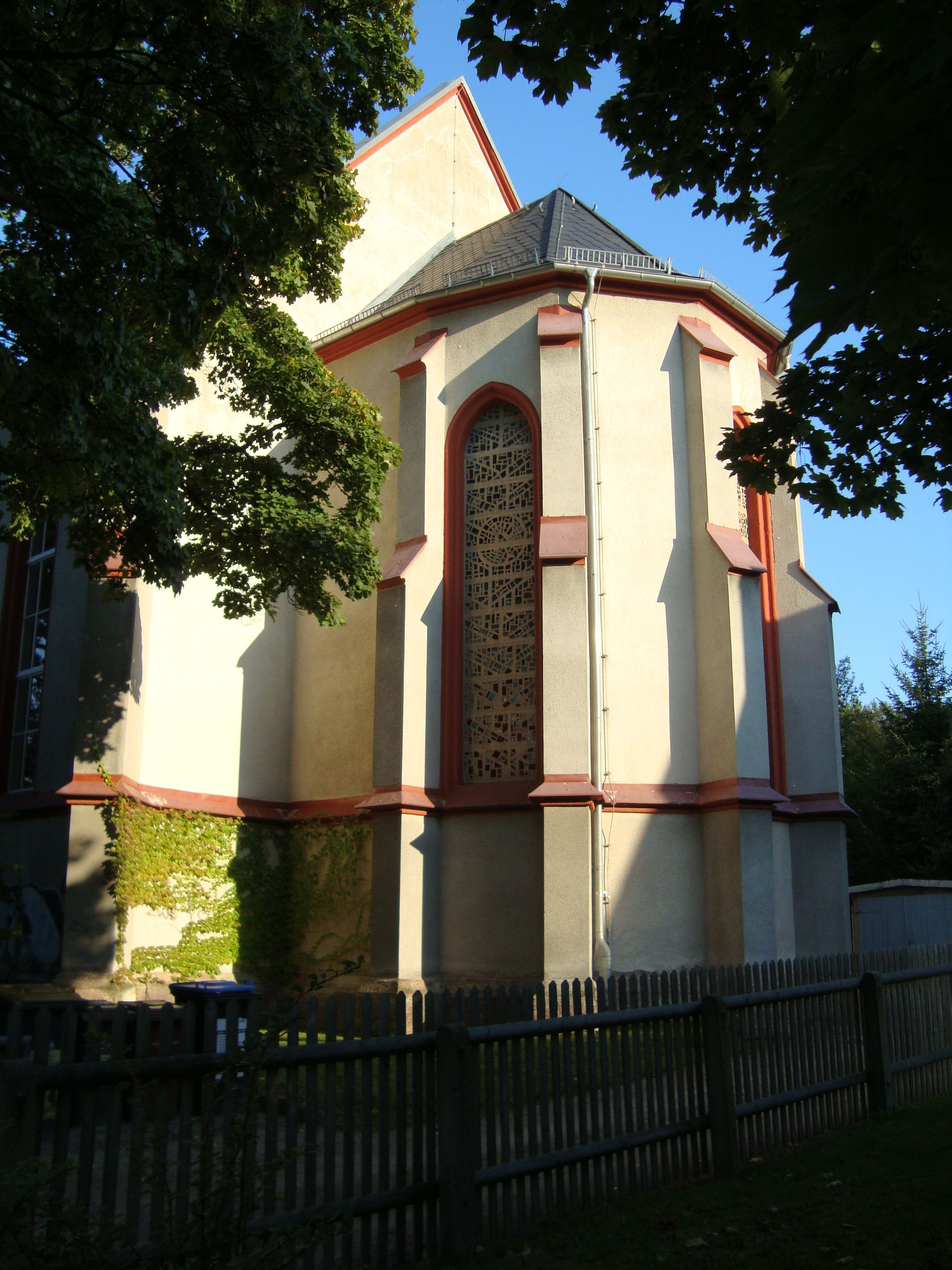
Dreieinigkeitskirche (Chemnitz)

Die Dreieinigkeitskirche ist eine ab 1979 im Baustil des Historismus errichtete Kirche der evangelisch-lutherischen Freikirche. Sie gehört zur altlutherischen Dreieinigkeitsgemeinde Chemnitz und steht im Ortsteil Kaßberg.

## Geschichte
Als sich im Jahr 1875 die Dreieinigkeitsgemeinde gründete, wurden die Gottesdienste zuerst für einige Jahre in ausgebauten Wohnhäusern abgehalten. Durch die steigende Zahl an Mitgliedern benötigte die altlutherische Gemeinde jedoch mehr Platz und erwarb im Jahr 1882 das jetzige Gemeindegrundstück am Kaßberg, woraufhin dort eine Kirche im neugotischen Stil erbaut wurde.
Als diese im Zuge des Zweiten Weltkriegs am 5. März 1945 von einer Bombe getroffen wurde, brannte sie bis auf die äußeren Umfassungsmauern aus. Im Anschluss blieb die Ruine viele Jahre stehen und wurde lediglich durch ein Behelfsdach vor weiterem Verfall geschützt. Aufgrund des Mangels an Materialien in den Nachkriegsjahren war ein Wiederaufbau nicht möglich. Als Lösung hierfür baute die Kirchengemeinde mit Hilfe von Spendengeldern eine Holzkapelle, welche anschließend 30 Jahre lang als Gotteshaus diente. Während dieser Zeit wurde die zerstörte Kirchenruine stückweise renoviert, um einem weiteren Verfall entgegenzuwirken. So wurde der Dachstuhl neu aufgebaut und die Fenster wurden verglast.
In den 1970er Jahren wurde die heutige Kirche nach Plänen des Architekten Georg Laudeley unter Verwendung der Überreste des alten Kirchengebäudes neu erbaut und am 14. Oktober 1979 fertiggestellt. Nachdem die Holzkapelle bis 1986 noch gelegentlich für Gottesdienste genutzt wurde, wurde sie im Jahr 1993, mitsamt dem Grundstücksteil, auf dem sie steht, verkauft.